# Zmajev viteški red
Red zmajevih vitezov (lat. Societas Draconistrarum lit. "zmajeva združba"; nem. Drachenorden; mad. Sárkány Lovagrend) je bil monarhičen  viteški red  za izbrane člane visokega (vojaškega) plemstva, ki ga je ustanovil leta 1408 Sigismund Luksemburški, ogrski kralj  (1387-1437) in kasneje svetorimski cesar (1433-1437. Po vzoru na vojaške redove Križarjev,  je bila glavna misija redu zaščita in lojalnost kraljeve družine in članov ter obramba krščanstva pred sovražniki, predvsem pred  Turki, kar je navedeno tudi v ustanovni listini.  
Red zmajevih vitezov je cvetel v prvi polovici 15. stoletja v Nemčiji in Italiji.  Po Sigismundovi smrti leta 1437 je pomen redu v Zahodni Evropi upadel, vendar pa je po padcu Carigrada leta 1453 ohranil vlogo v Kraljevini Ogrski.  

## Zgodovinsko ozadje in ustanovitev
Po bitki pri gradu Dobor v Bosni  proti krščanskim heretikom Bogomilom, v kateri je Sigismund pobil 200 bosanskih plemenitašev, sta Sigismund in njegova kraljica Barbara Celjska, 12. decembra 1408 ustanovila ligo ali združbo kasneje imenovano Zmajev red. Njegov statut, napisan v latinščini, jo imenuje kot združbo (societas) katere člani nosijo  signum draconis (na sliki zraven), vendar brez konkretnega imena. Sodobnejši viri glede tega reda, ga imenujejo z več podobnimi imeni, kot so Gesellschaft mit dem Trakchen, Divisa seu Societate Draconica, Societate Draconica seu Draconistrarum in Fraternitas Draconum. Red  zmajevih vitezov je bil oblikovan po zgodnejšem ogrskem monarhičnem redu - Madžarskem redu Svetega Jurija (Societas militae Sancti Georgii), ki ga je ustanovil ogrski kralj  Karel Robert Anžujski leta 1318. Red je sprejel Sv. Jurija za svojega svetnika zaščitnika, ki je po legendi premagal zmaja, kar je bilo uporabljeno kot simbol vojaškega in religioznega duha redu. 
Statut Reda zmajevih vitezov, ki ga je sestavil škof Eberhard iz Nagyvárada, kancler Sigismundovega dvora, se je ohranil le v prepisu iz leta 1707. Besedilo je bilo publicirano leta 1841. Izvleček iz statuta iz leta 1408 razkriva, da je bila združba ali red ustvarjen:
"v prisotnosti prelatov, baronov in magnatov našega kraljestva, ki smo jih povabili k udeležbi z nami v tej združbi pod zastavo zmagoslavnega Kristosovega križa, z namenom dati znak in podobo naše čiste naklonjenosti in namena zdrobiti škodljiva dejanja hkrati perfidnih sovražnikov, častilcev starodavnega Zmaja, in poganskih vitezov, shizmatikov, in drugih nacij ortodoksne vere, in tistih, ki so zavistni Kristusovem križu in našim kraljestvom in njihovi sveti in odrešujoči veri,....."
Usmerjenost Zmajevega reda na zunanje nevarnosti je bilo namenjeno tudi doseganju kohezivnosti znotraj kraljevine, še bolj pa povezavi podpornikov Luksemburžana (Nemca) Sigismunda kot tujca na Ogrskem z neogrskimi plemenitaši (razen Gorjanskih), ki so mu pomagali vladati. Statut nadalje opisuje simbole redu  in rdeč križ, ki so ga  nosili člani redu. Našteva tudi medsebojne obveznosti kralja in njegovih plemenitašev. Člani so morali zapriseči lojalnost kralju in kraljici in njunim bodočim sinovom in ščititi kraljeve interese. V zameno za njihovo službo, je lahko plemstvo pričakovalo kraljevo zaščito, čast in službene pozicije.

## Članstvo
Člani redu so v statutu navedeni kot baroni (barones, občasno pa tudi socii). Bili so v glavnem Sigismundovi politični zavezniki in podporniki, kar potrjujejo prva imena med ustanovnimi člani. Začetna skupina članov Sigismundovega redu je štela 21 mož, ki pa se je do 1418 razširila na 24.
Kasneje se je Sigismund odločil razširiti vrste redu. Druga skupina članov je bila sprejeta v letih 1431−1437. Ko se je članstvo razširilo, je imel Red zmajevih vitezov dve stopnji. Višji razred članov v letih 1408−1418 je nosil zmajev obesek in križ kot emblem redu. Člani drugega razreda, ki so bili precej številčni so imeli le znak zmaja.
Po Sigismundovi smrti leta 1437 je red izgubil na pomenu. Kljub temu je emblem redu ostal v grbih več ogrskih plemiških družin, vključujoč družine  Báthory, Bocskai, Bethlen, Szathmáry in Rákóczi.

### Ustanovni člani
Ustanovni člani Redu zmajevih vitezov v ustanovni listini iz 1408 so bili:
1. Stefan Lazarević, gospodar Raške, item - Stefan Lazar IV, znan tudi kot Štefan Visoki (1374 – 19 Juli 1427), knez Moravske Srbije (1389-1402) in Despot Srbije (1402-1427)
2. Herman II. Celjski, grof Celjski in Zagorski,
3. Friderik II. Celjski, grof, sin predhodnega,
4. Nikolaj II. Gorjanski, (Nicolaus de Gara (Garay) palatin kraljevine Ogrske,
5. Stibor iz Stiboricz kot vojvoda Transilvanije, gospodar porečja Vah (poljski plemič)
6. Ivan sin Henrika de Thamassy in
7. Jakob Lack iz Szántó, vojvoda Transilvanije,
8. Ivan Marothi, ban Mačve,
9. Pipo iz Ozora, ban Severina (italijanski plemič);
10. Nikolaj II Széchi, vodja kraljeve komore,
11. Karel Kurjaković, grof Krbavski, najvišji zakladnik kraljestva,
12. Simon Szechenyi, sin bana Konye, višji točaj,
13. Ivan Karlović Kurjaković, grof Krbavski, dapiferorum,
14. Ivan sin Jurija iz Alsäni-ja, višji miznik,
15. Peter Cseh iz Leva, višji dvorni lovski mojster,
16. Nikolaj Csáki, kasneje vojvoda Transilvanije,
17. Paul Bessenyö iz Galante, kraljevi svetnik in prej ban Dalmacije, Hrvaške in celotne Slavonije,
18. Mihael, sin Salamona Nadasdy-ja, guvernerja Seckler grofije,
19. Peter Perenyi, prej guverner Seckler in potem Maramures grofije, dvornik sodnik,
20. Emerik Perenyi, sekretar kraljevskega urada,
21. in Ivan sin barona palatina kraljevine Nikolaja Gorjanskega (Nicolai de Gara).

### Drugi člani
- Skanderbeg Albanski  nacionalni junak
- Stibor z Beckova ali Stibor II, sin  Stiborja iz Stiboricz
- Hrvoje Vukčić Hrvatinić Ban Hrvaške in Veliki knez Bosne[7]
- Vlad II Drakul (d. 1447), takrat knez Vlaške[2] (oče Vlada III Drakule, im. Vlad Nabijalec na kol)
- Oswald von Wolkenstein (d. 1445)[8]
- Vladislav II Jagelonski kralj Češke in Ogrske (1456–1516) [2]
- Tuji zavezniki, ki pa niso zaprisegli lojalnosti:
  - Kralj  Ladislav II Jagielo kralj Poljske in Veliki knez Litve[2]
  - Vitautas Veliki knez Litve, [2]
  - Henrik V. Angleški[2]

## Simboli Redu zmajevih vitezov
- Rekonstrukcija obeska redu (I) na podlagi ohranjenih starin v Avstrijskem muzeju.
- Rekonstrukcija emblema (II) na podlagi risb v Avstrijski muzejski zbirki; original ni ohranjen.
- Grb srbskega despota Štefana Lazarevića z zmajem okoli ščita